# Малоарслангулово
Малоарслангу́лово (рос. Малоарслангулово, башк. Бәләкәй Арыҫланғол) — присілок у складі Хайбуллінського району Башкортостану, Росія. Входить до складу Абішевської сільської ради.
Населення — 351 особа (2010; 347 в 2002).
Національний склад:
- башкири — 100%